# Cuéntame un cuento (serie de televisión)
Cuéntame un cuento es una serie de televisión española de género fantástico, producida por Cuatro Cabezas para su emisión en Antena 3 desde el 10 de noviembre de 2014 hasta el 8 de diciembre del mismo año. La serie fue adaptada en 2018 en Estados Unidos bajo el título de Tell Me a Story.

### Los tres cerditos
En los tres cerditos, los tres hermanos son ladrones de bancos (Antonio Gil, Arturo Valls e Iñaki Font) que provocarán la ira de un hombre sediento de venganza (Víctor Clavijo).

### Blancanieves
En Blancanieves, la historia transcurre en el mundo de la estética, la madrastra de Blancanieves (Mar Saura), es una modelo que empieza a ver ajados sus días de gloria y Blancanieves (Priscilla Delgado y Blanca Suárez) es la heredera sin memoria, que vive con siete enanitos que son siete ladrones de diamantes.

### Caperucita Roja
En Caperucita Roja, la protagonista es una joven (Laia Costa), que tiene una relación difícil con su madre (Sonia Almarcha) y se enfrenta a las misteriosas desapariciones de otras jóvenes.

### Hansel y Gretel
En Hansel y Gretel, los dos niños son dos hermanos (Marcel Borràs y Aitana Hercal) abandonados a su suerte en el bosque donde encuentran la casa de una misteriosa fotógrafa (Blanca Portillo) que en realidad es una bruja malvada que mata a sus víctimas para hacer fotos con sus cadáveres.

### La bella y la bestia
En la bella y la bestia, la bestia (Aitor Luna) es un actor de éxito que tras un terrible accidente tiene la cara medio desfigurada. A pesar de su aspecto físico tras el accidente, se enamora locamente de Bella (Michelle Jenner).

## Reparto

### Los tres cerditos
- Víctor Clavijo como Andrés Garrido (el lobo)
- Antonio Gil como Ramón Gálvez "Chino" (el cerdito mayor)
- Arturo Valls como Adrián Gálvez "Nano" (el cerdito mediano)
- Iñaki Font como Miguel Gálvez "Rulo" (el cerdito pequeño)
- Luis Zahera como Ramiro
- Alba Alonso como Amanda Moreno
- Yaiza Guimaré como Silvia Márquez
- Carlos Martínez como Óscar Serrano
- Cristina Segarra como María
- Elena Ballesteros como Elena

### Blancanieves
- Blanca Suárez como Blanca Sotelo "Nieves" (Blancanieves)
- Guillermo Barrientos como Diego (el príncipe)
- Mar Saura como Eva (madrastra de Blancanieves)
- Juan Carlos Vellido como Enrique Sotelo (padre de Blancanieves)
- Eduardo Velasco como Roberto "Rober" (el enanito gruñón)
- Emilio Buale como Samuel (el enanito tímido)
- Alberto Berzal como Pedro (el enanito dormilón)
- Joaquín Abad como David (el enanito listo)
- Priscilla Delgado como Blanca Sotelo niña (Blancanieves)
- Sergi Méndez como Diego niño (el príncipe)
- Paco Sepúlveda como Juan (el enanito mudo)
- Fran Millán como Rafael "Rafa" (el enanito tontín)
- Ruth Díaz como Sonia (el espejo mágico)
- Félix Gómez como Marko Torres (el enanito bonachón)

### Caperucita Roja
- Laia Costa como Claudia Alvarado (Caperucita Roja)
- Adolfo Fernández como Joaquín (el leñador)
- Sonia Almarcha como Pilar (madre de Caperucita Roja)
- Nicolás Coronado como Fran (el lobo)
- Susana Abaitua como Teresa
- Javier Godino como Antonio
- Lola Cordón como Manuela (la abuelita de Caperucita Roja)
- Sara Mata como Irene

### Hansel y Gretel
- Blanca Portillo como Sara Morgade (la bruja)
- Marcel Borràs como Hermano (Hansel)
- Aitana Hercal como Hermana (Gretel)
- Fernando Soto como Hombre furgoneta
- Manolo Caro como Cartero
- Cristina Plazas como la madre de Hansel y Gretel

### La bella y la bestia
- Aitor Luna como Iván Dorado (la bestia)
- Michelle Jenner como Miranda Salazar (la bella)
- Laura Pamplona como Diana San Juan (la bruja)
- Gorka Moreno como Raúl
- Manuel Regueiro como Gaspar
- Manolo Solo como Romero
- Tacuara Jawa como Rebeca
- María González como Doctora
- Blanca Apilánez como Adela

## Episodios y audiencias
| Temporada | Temporada | Episodios | Emisión original        | Emisión original       | Audiencia media | Audiencia media | Audiencia media |
| Temporada | Temporada | Episodios | Primera emisión         | Última emisión         | Espectadores    | Cuota           |                 |
| --------- | --------- | --------- | ----------------------- | ---------------------- | --------------- | --------------- | --------------- |
|           | 1         | 5         | 10 de noviembre de 2014 | 8 de diciembre de 2014 | 2 337 000       | 12,7%           |                 |

### Primera temporada (2014)
| N.º | Título                 | Fecha de emisión original | Audiencia         |
| --- | ---------------------- | ------------------------- | ----------------- |
| 1   | «Los tres cerditos»    | 10 de noviembre de 2014   | 2 736 000 (14,5%) |
| 2   | «Blancanieves»         | 17 de noviembre de 2014   | 2 468 000 (13,4%) |
| 3   | «Caperucita Roja»      | 24 de noviembre de 2014   | 2 300 000 (12,5%) |
| 4   | «Hansel y Gretel»      | 1 de diciembre de 2014    | 2 062 000 (11,3%) |
| 5   | «La bella y la bestia» | 8 de diciembre de 2014    | 2 120 000 (12,0%) |